# Велика жупа Модруш
Велика жупа Модруш (хорв. Velika župa Modruš) — адміністративно-територіальна одиниця Незалежної Держави Хорватії (НДХ), що існувала з 1 липня 1941 до 8 травня 1945 року на території Хорватії. Назва походить від знаменитого в добу Середньовіччя адміністративного центру Модруш, родового маєтку Франкопанів і центру єпископства.
Адміністративним центром був Огулин. Складалася із чотирьох районів, які називалися «котари» або «котарські області» (хорв. kotarske oblasti) і збігалися в назві з їхніми адміністративними центрами:
- Врбовско
- Делниці
- Огулин
- Слунь

Цивільною адміністрацією у великій жупі керував великий жупан на правах намісника керівника держави, якого призначав поглавник (вождь) Анте Павелич.
1 березня 1944 р. у зв'язку з ліквідацією району Войнич великої жупи Покуп'я частину його території було передано району Слунь, чим було розширено межі останнього.